# Titularbistum Fiorentino
Fiorentino ist ein Titularbistum der römisch-katholischen Kirche. 
Es geht zurück auf einen antiken Bischofssitz in der Stadt Castel Fiorentino, die sich in der italienischen Region Apulien befindet. Es gehörte der Kirchenprovinz Benevento an. 
| Titularbischöfe von Fiorentino |                                                 |                                      |               |                   |
| Nr.                            | Name                                            | Amt                                  | von           | bis               |
| 1                              | Luigi Barbarito Titularerzbischof pro hac vice  | Apostolischer Nuntius                | 11. Juni 1969 | 12. März 2017     |
| 2                              | Francisco Cota de Oliveira                      | Weihbischof in Curitiba (Brasilien)  | 7. Juni 2017  | 10. Juni 2020     |
| 3                              | Ângelo Ademir Mezzari RCJ                       | Weihbischof in São Paulo (Brasilien) | 8. Juli 2020  | 30. Dezember 2024 |
| 4                              | Ignazio Ceffalia Titularerzbischof pro hac vice | Apostolischer Nuntius                | 25. März 2025 |                   |